# Эль-моло (народ)

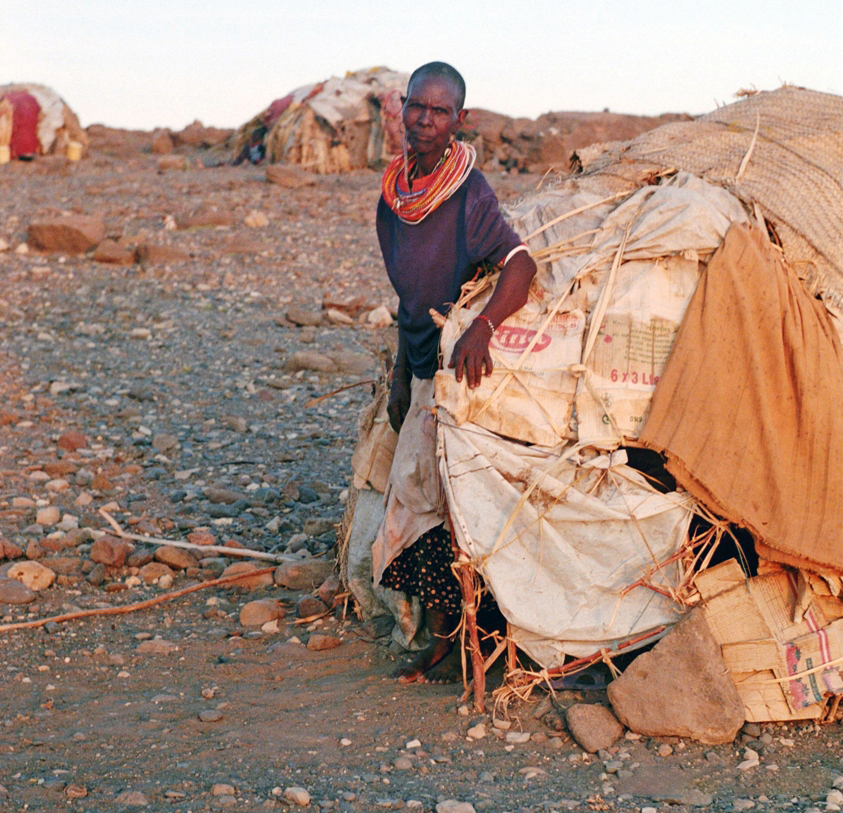
Женщина народности эль-моло

Эль-мо́ло– один из малочисленных африканских народов, обитает в Кении, населяя юго-восточное побережье озера Рудольф в районе деревни Лойянгалани.

## Немного истории
В 1888 году венгр Самуэль Телеки и австриец Людвиг фон Хёнелем открыли озеро, назвав его Рудольф, в честь кронпринца Австрии, но встреча путешественников с аборигенами состоялась позднее. Эль-моло были описаны ими как племя, находящееся на первобытнообщинной стадии развития, не имеющее социального расслоения и товарно-денежных отношений, основное занятие которого – охота и рыболовство.

## Традиции и язык
В наше время охота на диких животных прекращена, эль-моло живут исключительно рыбной ловлей, придерживаясь древних традиций. Хижины строят из тростника и ветвей кустарника, покрывая ветошью.
Автохтонный язык, относящийся к афразийской семье, ныне практически утрачен,— лишь несколько пожилых людей помнят язык эль-моло. Но живы ли они? Остальные предпочитают изъясняться на диалекте соседей – племени самбуру, или на английском языке, официальном в Кении.

## Численность
Согласно последним сведениям, количество представителей этой этнической группы составляет 3600 человек.